# Шабунин, Михаил Иванович
Михаи́л Ива́нович Шабу́нин (18 ноября 1930, Заозерье, Московская область — 2 июля 2017, Москва) — профессор МФТИ, доктор педагогических наук. С 1956 года преподавал в Московском физико-техническом институте.

## Биография
Михаил Иванович Шабунин родился 18 ноября 1930 года в деревне Заозёрье, Калининской (ныне Тверской) области, в крестьянской семье. Его отец умер от туберкулёза в 1936 году, оставив на попечении матери двоих детей: Михаила и его старшую сестру. В 1941 году, после недолгой оккупации, отступавшие немецкие войска полностью сожгли Заозёрье, и семья была вынуждена перебраться в Калинин (ныне Тверь) к родственникам. В Калинине Михаил окончил среднюю школу с золотой медалью и победил на Калининской областной математической олимпиаде в 1948 году, получив за победу в олимпиаде диплом, подписанный В. М. Брадисом.
Золотая медаль позволяла поступить в любой ВУЗ без экзаменов, и М. И. Шабунин по совету своей школьной учительницы математики поступил на мехмат МГУ. В числе его преподавателей были А. Н. Колмогоров, А. Г. Курош, С. В. Бахвалов, В. В. Немыцкий, С. П. Фиников, А. И. Маркушевич, Л. А. Люстерник, С. Л. Соболев, А. Я. Хинчин, А. О. Гельфонд. Во время учёбы в МГУ М. И. Шабунин был сталинским стипендиатом, защитил диплом с отличием и был рекомендован в аспирантуру.
По окончании аспирантуры в 1956 он был направлен на работу в МФТИ в качестве ассистента кафедры высшей математики и прошёл в МФТИ путь от ассистента до профессора.

## Награды и премии
- Премия Правительства Российской Федерации в области образования —за работу «Углублённая математическая подготовка студентов инженерно-физических и физико-технических специальностей университетов» — 2003 год — (совместно с Д. В. Беклемишевым, Е. С. Половинкиным, В. К. Романко, В. С. Владимировым, С. М. Никольским и Г. Н. Яковлевым)[2]